# Mona May Karff
Mona May Karff (20 de outubro de 1911 ou 1914 - 10 de janeiro de 1998 (86 anos)) foi uma jogadora de xadrez dos Estados Unidos com diversas participações no Campeonato Mundial Feminino de Xadrez. 
Participou dos mundiais de Estocolmo 1937 e Buenos Aires 1939 terminando em sexto e quinto lugar, respectivamente. Em Moscou (1950) ela ficou em décimo quarto lugar numa competição de 16 participantes. No ciclo 1951-1953, participou do torneio de candidatos e ficou décimo primeiro em segundo lugar (Elisabeth Bykova venceu), no ciclo 1953-1955 ficou em décimo sétimo lugar no torneio de candidatos realizado em Moscou (Olga Rubtsova venceu), no ciclo de 1970-1972 participou do Torneio Interzonal mas não se classificou para o torneio de candidatos (Nana Alexandria venceu o interzonal).